# Bêtes comme chien
Bêtes comme chien (2 Stupid Dogs) est une série télévisée d'animation américaine en 39 segments de 7 minutes créée par Donovan Cook, produite par Hanna-Barbera et Turner Program Services, diffusée entre le 5 septembre 1993 et le 13 décembre 1994 sur TBS. La série relate les aventures loufoques d'un grand et d'un petit chien.
En France, la série a été diffusée à partir du 3 septembre 1994 dans l'émission Hanna-Barbera Dingue Dong sur France 2, puis rediffusée sur Cartoon Network, et au Québec à partir du 8 septembre 1997 sur Télétoon sous son titre anglophone.
Une suite du remake Sans Secret, l'écureuil agent secret (Secret Squirrel) des studios Hanna-Barbera était montrée entre les épisodes de Bêtes comme chiens, similaire à celui de 1960.

## Synopsis
Deux chiens stupides errent dans la ville et font des rencontres plus ou moins amusantes pour eux. Le petit chien est très bavard, toujours en mouvement et a une peur bleue des chats. Le gros chien gris, au contraire, parle peu, a un air très pataud et semble souvent désintéressé par ce que lui raconte son ami.

## Distribution

### Voix originales
- Mark Schiff : Le petit chien
- Brian Cummings : Hollywood
- Brad Garrett : Le gros chien

### Voix françaises
- Luq Hamet : Le petit chien
- Serge Lhorca : Hollywood, voix diverses

## Épisodes

### Première saison (1993)
1. Porte à clac
2. Des cornflakes au petit déjeuner
3. Y'a un os
4. Les Chiens spéciaux
5. On est chez soi partout
6. Vive l'école
7. Le Buffet de Las Vegas
8. L'Amour en plein air
9. Le Petit Chaperon rouge
10. Au cinéma
11. Ça n'est pas du gâteau
12. Le Retour du petit chaperon rouge
13. Vendredi lointain
14. Les Valeurs familiales
15. Une petite pièce s'il vous plaît
16. Les Cascadeurs
17. Le Bon Prix
18. Tiens un fantôme
19. Le Chat
20. Un œil de chien
21. Le Troupeau
22. Les Poubelles
23. Le Grand Amour
24. L'Arche d'Hollywood

### Deuxième saison (1994)
1. Jerk!
2. Las Pelotas!
3. Post Office
4. Day Dream
5. Love
6. Inside Out
7. Spit Soup
8. Fun!
9. The Rise and Fall of the Big Dog
10. Cookies, Ookies, Blookies
11. Cartoon Canines
12. Bathroom Humor
13. Hobo Hounds

## Commentaires
Bêtes Comme Chien a participé à la relance des studios Hanna-Barbera après une période creuse en termes de production. Avec des dessins vraiment simples et des traits épais, ce dessin animé tient surtout par les histoires amusantes et déconcertantes de ces deux chiens sans nom. 
Notons qu'aux États-Unis, chaque couple d'épisodes se voyait accompagné d'un épisode mettant en scène Sans secret, écureuil agent secret avec de nouveaux graphismes et de nouveaux personnages.